# Moris Foun (Hera)
Moris Foun ist eine Aldeia des osttimoresischen Sucos Hera (Verwaltungsamt Cristo Rei, Gemeinde Dili). 2015 hatte die Aldeia 470 Einwohner.
Der Name „Moris Foun“ stammt aus dem Tetum und bedeutet „Neues Leben“.

## Geographie
Moris Foun wird von den beiden Aldeias Ailoc Laran (im Westen) und Sucaer Laran (im Osten) umrahmt. Moris Foun bildet das südliche Zentrum des Ortes Hera. Dazu kommt der Ortsteil Lepos im Osten.